# 上小山田町 (町田市)
上小山田町（かみおやまだまち）は、東京都町田市の地名。「丁目」の設定のない単独町名である。郵便番号は194-0201。
多摩ニュータウンの造成開発に伴い、一部が1973年（昭和48年）12月1日に東京都多摩市へ編入され、一時期多摩市上小山田町が存在した。編入された部分の詳細については上小山田町 (多摩市)を参照のこと。

## 地理
町田市の北部に位置する。東に町田市下小山田町、西に小山町、小山ヶ丘、南に小山田桜台、常盤町、北に東京都八王子市南大沢、別所、多摩市唐木田と接している。

### 河川

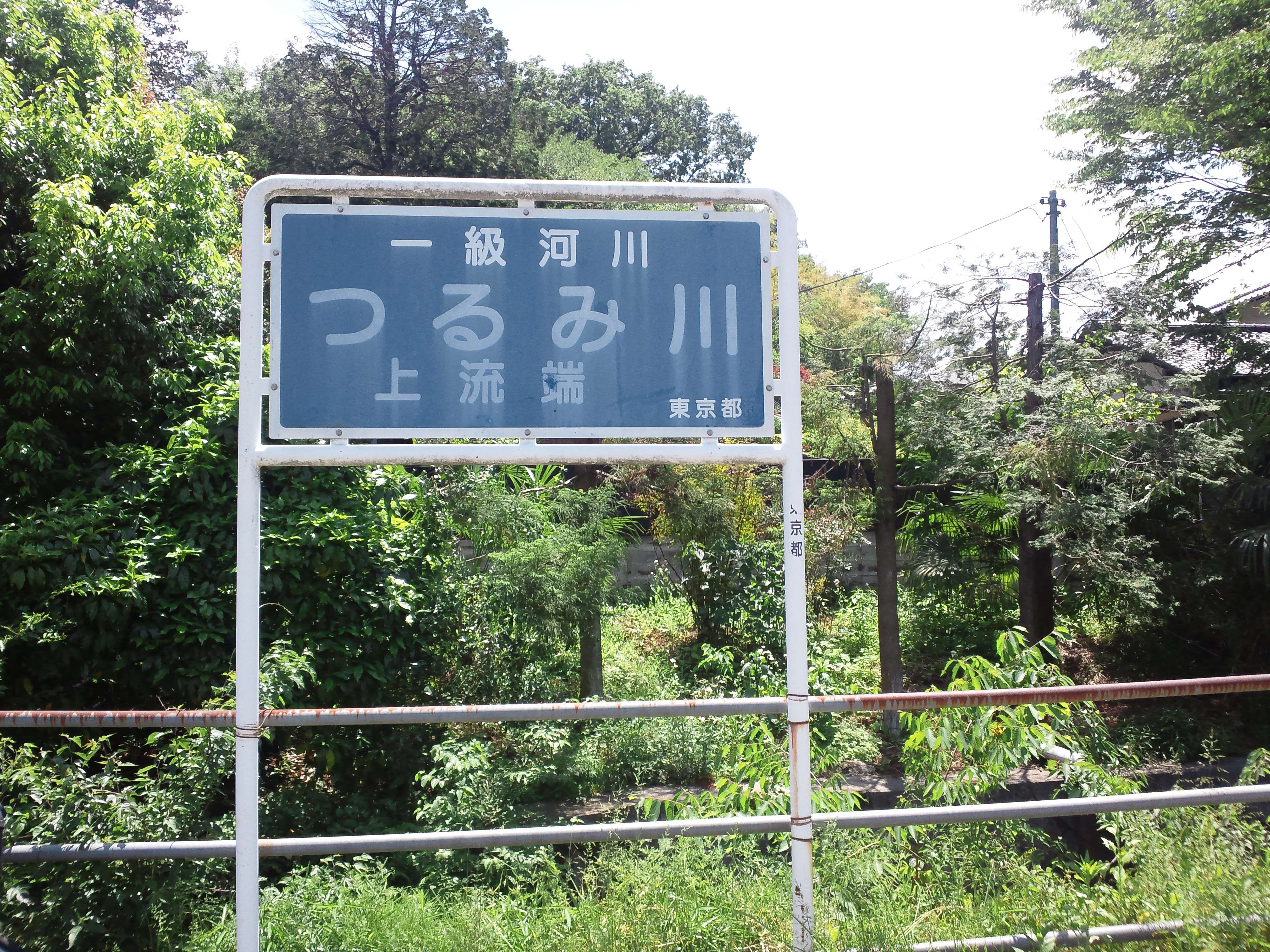
鶴見川上流端（新橋）の標識

- 鶴見川 - 上小山田町を源流としている。源流周辺は「鶴見川源流泉のひろば」として整備されている。

## 歴史
中世、坂東八平氏の一つ秩父氏の一族有重が武蔵国小山田荘に移り住み小山田氏を名乗る。1447年には長尾景春によって、小山田城が落城している。その後、後北条氏の支配下に入っているが、その頃には上小山田村、下小山田村の名が見える。

### 地名の由来
谷戸田のある地形がそのまま地名となった。

### 沿革
- 1868年（明治元年） - 武蔵知県事と韮山県に分属とされたが、同年末までに全域が神奈川県に移管される。
- 1873年（明治6年）5月1日 - 区番組制により第八区五番組となる。
- 1874年（明治7年）6月15日 - 大区小区制により、第八大区四小区となる。
- 1878年（明治11年）7月22日 - 郡区町村制施行。神奈川県南多摩郡上小山田村となる。
- 1884年（明治17年）7月5日 - 連合戸長役場制により、上小山田村、図師村、山崎村、木曽村、根岸村が5ヶ村連合となる。連合戸長役場は木曽村に置かれる。
- 1889年（明治22年）4月1日 - 町村制施行。上小山田村と下小山田村・図師村・山崎村・木曽村・根岸村が合併し、南多摩郡忠生村大字上小山田となる。
- 1893年（明治26年）4月1日 - 神奈川県のうち、西多摩郡、南多摩郡、北多摩郡を東京府に移管。東京府南多摩郡忠生村大字上小山田となる。
- 1943年（昭和18年）7月1日 - 東京都制により、東京都南多摩郡忠生村大字上小山田となる。
- 1957年（昭和32年）9月頃 - 忠生村大字上小山田の一部（小字常盤）が、大字常盤として分立。
- 1958年（昭和33年）2月1日 - 町田町、忠生村、鶴川村、堺村の1町3村が対等合併し、市制施行。町田市上小山田町となる。
- 1973年（昭和48年）12月1日 - 北部の一部を多摩市に編入。該当部分は多摩市上小山田町となる。
- 1984年（昭和59年）2月1日 - 上小山田町、下小山田町、常盤町のそれぞれ一部より小山田桜台一〜二丁目を新設。

## 世帯数と人口
2018年（平成30年）1月1日現在の世帯数と人口は以下の通りである。
| 町丁       | 世帯数    | 人口    |
| ---------- | --------- | ------- |
| 上小山田町 | 1,785世帯 | 4,841人 |

## 小・中学校の学区
市立小・中学校に通う場合、学区は以下の通りとなる。
| 番地 | 小学校                 | 中学校               | 選択可能校             |
| --- | ---------------------- | -------------------- | ---------------------- |
| 186番地、241～246番地 385～400番地、429番地 442番地の2、443～453番地 456番地、469番地の2～6 2802番地、2918番地の17 2918番地の20～27、2924～2933番地                  | 町田市立小山田南小学校 | 町田市立小山田中学校 |                        |
| 1～185番地、295～343番地 484～496番地、498～1131番地 1299～2801番地、2803～2861番地 2864番地、2868～2888番地 2923番地、3000～3045番地                                | 町田市立小山田小学校   | 町田市立小山田中学校 |                        |
| 430～441番地、442番地の3～42 458番地～469番地の1、471～483番地 497番地、2862～2863番地 2865～2867番地、2889～2917番地 2918番地の1～16・18～19・28～43 2919～2922番地 | 町田市立小山田小学校   | 町田市立小山田中学校 | 町田市立小山田南小学校 |

## 交通

### 鉄道
町内に鉄道駅は存在しないが、小田急多摩線が相模原駅方面に延伸される際には、町内の小山田バス停付近に中間駅の設置が想定されている。
この他、2018年度よりリニア中央新幹線の建設が進められており、町内に非常口を設置予定。

### 路線バス
神奈川中央交通が町田駅（町田バスセンター）や淵野辺駅を結ぶ路線バスを運行している。2017年12月18日より唐木田駅東・多摩南部地域病院方面を結ぶ検証運行が開始された。
- 町27：町田TM - 町田BC - 第四小学校前 - 市民病院前 - 根岸 - 図師大橋 - 小山田
- 淵21：淵野辺駅北口 - 上矢部本町 - 種入 - 小山田 - 下根 - 小山田はなみずきの丘
- 検証運行：小山田桜台 - 山中集会所 - 唐木田駅東 - 多摩南部地域病院（平日のみ）

### 道路・橋梁
- 東京都道158号小山乞田線（南多摩尾根幹線）
  - 上小山田橋
  - 長池小山田陸橋
- 東京都道155号町田平山八王子線
- よこやまの道

## 施設
文化
- 上小山田コミュニティセンター
- 南多摩斎場

教育
- 小学校
  - 町田市立小山田小学校 - 戦後まもなく忠生小学校小山田分校となったが、忠生小学校から独立により1952年に「忠生第二小学校」に改称され、1979年に現在の校名となった[10]。

病院
- こころのホスピタル町田（旧・上妻病院）

公園
- 小山田緑地
- 鶴見川源流泉のひろば
- 上小山田みつやせせらぎ公園

神社・寺院
- 神明神社
- 平薬師堂
- 養樹院
- 正山寺